# シンフィヨトリの死について

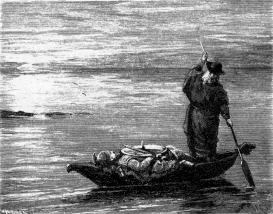
1893年に亡くなったSinfjötliをバルハラに連れて行ったオーディンの描写。

『シンフィヨトリの死について』FrádauðaSinfjötla （ "On the death ofSinfjötli "）は、古エッダの原著である王の写本に含まれる、15番目の文書である。 ただし24番目の文書「ニヴルング族の殺戮」と同じく、全文散文であり、韻文のエッダとは言えない。 
この前の3つのヘルギ関係の伝承と、以後のシグルズ関係の伝承をつなぐ位置にある。 最初の2/3がシグムンドの長男シンフィヨトリの死について述べ、残りの1/3はシグムンドの後日談である。

## 内容
- シンフィヨトリはシグムンドの長男。義母ボルグヒルドの弟を殺したため、彼女の恨みを受け、濁った毒の麦酒で暗殺された。最初の2杯は、彼のかわりに毒に不死身の父シグムンドが飲んだが、3杯目はシグムンドが「息子よ、鬚でこして飲め」と言ったため、シンフィヨトリは飲み、そしてすぐに死んだ。
- シグムンドは死体を運び、あるフィヨルドに来た。一人の男が舟に乗っていて、舟で死体を運びましょうと提案した。その舟は死体を載せたまま消えた。
- その後シグムンドは「エイリミ王の娘ヒョルディースを娶った。二人の間の息子がシグルズである。シグムンド王はフンディングの息子たちとの戦で倒れ、ヒョルディースはヒアールプレク王の子アールヴと再婚した。シグルズは少年時代をここで過した。」（谷口幸男訳）

## ヴォルスンガ・サガとの対応
この時代の文書でシンフィヨトリについての伝承がもっとも詳しいのは、ヴォルスンガ・サガである。その7-10章ではシンフィヨトリが主人公である。
- 7章　シグムンドと双子の妹シグニューの近親相姦からシンフィヨトリが生まれた。
- 8章　シグムンドとシンフィヨトリはシゲイル王の息子を殺し、生き埋めの刑にされた。しかし彼らは脱出し、シゲイル王を殺した。
- 9章　シンフィヨトリの腹違いの弟ヘルギが王となり、グランマル王らの軍勢と戦って勝った。シンフィヨトリも加勢した。（この章は古エッダでは「フンディングル殺しのヘルギの歌 その一　その二」に相当）
- 10章　シンフィヨトリはシグムンドの妻ボルグヒルドの弟を殺したため、彼女の恨みを受けて、にごった毒の酒で暗殺された。（この章が「シンフィヨトリの死について」の前半2/3に相当）
- 11章　シグムンドはリュングヴィ王と争い、エイリミ王の娘ヒヨルディースを妻にした。この戦いでシグムンドの剣は片目の男の槍で二つに折れた。
- 12章　シグムンドはリュングヴィ王との戦いで死んだ。妊娠中のヒヨルディースはアールヴ王に拾われた。（11,12章が「シンフィヨトリの死について」の後半1/3に相当）
- 13章　ヒヨルディースはシグムンドの息子シグルズを産み、シグルズはレギンに育てられた。（この章以後は古エッダでは「レギンの言葉」に相当）「シンフィヨトリの死について」の記事よりヴォルスンガ・サガの方が内容は詳しく、その10章では、たとえば下記のような記事が追記されている。

- シグムンドは答えた。「鬚で濾せ、息子よ」と彼は言った。そのとき、王はすでにしたたか飲んでいた。だからこのようにいったのだ。
- 次の瞬間、舟もその男もシグムンドの眼から消えた。それからシグムンドは屋敷に帰り、王妃を追放したが、王妃はその後まもなく死んだ。（以上は谷口幸男訳）